# Amit Kumar (Ringer)
Amit Kumar Dahiya (* 15. Dezember 1993 in Nahri, District Sonipat, Haryana, Indien) ist ein indischer Ringer. Er wurde 2013 Vize-Weltmeister im freien Stil im Bantamgewicht.

## Werdegang
Im Alter von sieben Jahren zeigte sich Amit Dahiya an seiner Grundschule so gewandt, dass ihn sein Lehrer an eine Ringerschule im Chhatrasal Stadion Achara in Hansrajji schickte. Dort entwickelte er sich sehr schnell und gut. Satpal Singh, ein bekannter indischer Ringertrainer, holte ihn daraufhin an sein Trainingszentrum für Ringer in New Delhi. Von 2003 bis 2010 gewann er auf nationaler Ebene eine Reihe von Meistertiteln im Nachwuchsbereich im freien Stil.
2011 wurde er in Jakarta asiatischer Juniorenmeister (Junior) im Bantamgewicht. Im gleichen Jahr nahm er auch an der Junioren-Weltmeisterschaft (Juniors) teil, verlor aber seinen ersten Kampf gegen Erdenebatyn Bechbajar aus der Mongolei, womit er ausschied und nur auf den 22. Platz kam.
Im Frühjahr 2012 nahm er erstmals an einem längeren Trainingslager im Trainingszentrum des US-amerikanischen Ringerverbandes in Colorado Springs teil. Er startete 2012 auch beim „Dave-Schultz“-Memorial in Colorado Springs und siegte dort im Bantamgewicht vor Brandon Precin, USA und Mamoru Honda, Japan. Im März 2012 gewann er bei der Asienmeisterschaft in Gumi/Südkorea hinter Hassan Rahimi, Iran und Yasuhiro Inaba, Japan, im Bantamgewicht eine Bronzemedaille. Er qualifizierte sich dann wenige Wochen später beim asiatischen Olympia-Qualifikations-Turnier in Astana mit einem Sieg vor Shin’ichi Yumoto, Japan, Damdinbadsaryn Tsogtbaatar, Mongolei und Hong Xiaobin, China, für die Teilnahme an den Olympischen Spielen 2012 in London. In London gelang ihm in seinem ersten Kampf ein Sieg über Hassan Rahimi (2:1 Runden, 2:2 Punkte). Dann verlor er aber im Viertelfinale gegen Wladimer Chintschegaschwili, Georgien, knapp nach Punkten und anschließend in der Trostrunde auch gegen den früheren Weltmeister Radoslaw Welikow aus Bulgarien und belegte damit den 10. Platz.
Im April 2013 wurde Amit Kumar in New Delhi Asienmeister im Bantamgewicht vor Yang Kyong-il, Nordkorea, Rasul Kaliew, Kasachstan und Batboldyn Nomin, Mongolei. Im September 2013 feierte er dann bei der Weltmeisterschaft in Budapest den bisher größten Erfolg in seiner noch so jungen Ringerkarriere. Er besiegte in Budapest Yasuhiro Inaba, Zoheir El Quarragge, Frankreich, Angel Escobedo, USA und Sezer Akgül, Türkei. Im Finale musste er gegen Hassan Rahimi eine knappe Punktniederlage (0:2 Runden, 1:2 Punkte) hinnehmen und wurde damit Vize-Weltmeister. Bemerkenswert ist, dass Amit Kumar bei den vier WM-Kämpfen, in denen er siegreich war, ein Punkteverhältnis von 32:2 zu seinen Gunsten erzielte, was auf seine offensive und risikofreudige Ringweise zurückzuführen ist.

## Internationale Erfolge
| Jahr | Platz | Wettbewerb                                            | Gewichtsklasse | Ergebnisse |
| 2011 | 1.    | Asiatische Juniorenmeisterschaft (Juniors) in Jakarta | Bantam         | vor Mohammad Tahmasebi Zadeh, Iran und Berdach Primbajew, Kasachstan                                                                                   |
| 2011 | 22.   | Junioren-WM (Juniors)                                 | Bantam         | nach einer Niederlage gegen Erdenebatyn Bechbajar, Mongolei                                                                                            |
| 2012 | 1.    | „Dave-Schultz“-Memorial in Colorado Springs           | Bantam         | vor Brandon Precin, USA und Mamoru Honda, Japan |
| 2012 | 3.    | Asienmeisterschaft in Gumi/Südkorea                   | Bantam         | hinter Hassan Rahimi, Iran und Yasuhiro Inaba, Japan                                                                                                   |
| 2012 | 1.    | Olympia-Qualif.-Turnier in Astana                     | Bantam         | vor Shinichi Yumoto, Japan, Damdinbadsaryn Tsogtbaatar, Mongolei und Hong Xiaobin, China                                                               |
| 2012 | 10.   | OS in London                                          | Bantam         | nach Sieg über Hassan Rahimi und Niederlagen gegen Wladimer Chintschegaschwili, Georgien und Radoslaw Welikow Marinow, Bulgarien                       |
| 2013 | 1.    | Asienmeisterschaft in New Delhi                       | Bantam         | vor Yang Kyong-il, Nordkorea, Rasul Kaliew, Kasachstan und Batboldyn Nomin, Mongolei                                                                   |
| 2013 | 2.    | WM in Budapest                                        | Bantam         | nach Siegen über Yasuhiro Inaba, Zoheir El Quarragge, Frankreich, Angel Escobedo, USA und Sezer Akgül, Türkei und einer Niederlage gegen Hassan Rahimi |

Erläuterungen
- alle Wettkämpfe im freien Stil
- OS = olympische Spiele, WM = Weltmeisterschaft
- Bantamgewicht, Gewichtsklasse bis 55 kg Körpergewicht (bis 31. Dezember 2013)